# The West Pier
The West Pier er en mole i den sydengelske by Brighton. Den åbnede i 1866 og lukkede i 1975. Molen blev designet af arkitekt Eugenius Birch. 
Verdens højeste bevægelige observationstårn, British Airways i360, er under opførsel ved The West Pier. Det bliver 162 meter højt og forventes åbnet i sommeren 2016.